# Charles Sapinaud de La Rairie
Pour les autres membres de la famille, voir Famille Sapinaud.
Charles Henri Félicité Sapinaud de La Rairie, né le 3 décembre 1760 au château du Sourdy à La Gaubretière (Vendée), où il meurt le 10 août 1829, est un militaire français et un général vendéen.

## Biographie

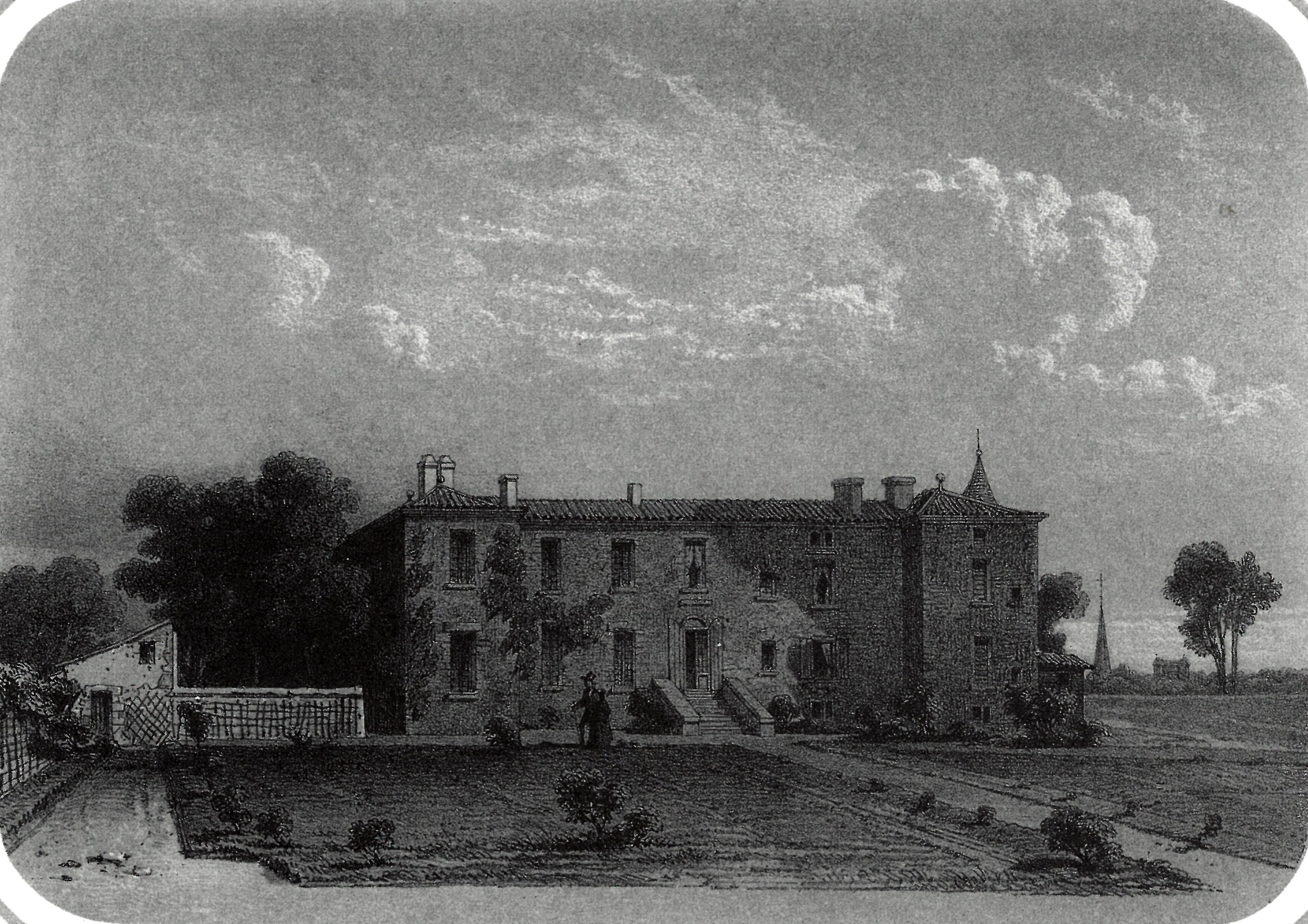
Le Sourdis, près La Gaubretière (Habitation du Général de Sapinaud), dessin de Thomas Drake et lithographie d'Henri Daniaud, 1860, Album vendéen.

Charles Sapinaud de La Rairie est né au château du Sourdy le 30 décembre 1760. En 1778, Sapinaud s'engage comme cadet gentilhomme dans le régiment de Foix. 
Il démissionne de l'armée en 1789 avec le grade de lieutenant. Il se retire ensuite dans ses terres de La Gaubretière où il est élu maire (premier maire constitutionnel).
En mars 1793, la guerre de Vendée éclate, Sapinaud rejoint les insurgés et sert sous les ordres de son oncle Louis Sapinaud de Boishuguet, dit Chevalier de La Verrie, lui-même sous les ordres de Charles de Royrand, général en chef des Vendéens de l'Armée catholique et royale du Centre située dans l'est du département de la Vendée.
Son oncle est tué le 25 juillet 1793 près de Chantonnay (bataille du Pont-Charrault), Sapinaud de La Rairie lui succède.
En octobre, Sapinaud suit l'armée vendéenne lors de la Virée de Galerne. Il est cependant séparé de l'armée à la suite de la bataille du Mans (1793), le 13 décembre 1793. Égaré à la suite de la déroute, il parvient cependant à regagner la Vendée militaire.
Royrand ayant péri le 5 novembre des suites des maladies et des blessures, Sapinaud prend la tête de l'Armée catholique et royale du Centre et combat les colonnes infernales dans les premiers mois de l'année 1794. Il est alors avec François-Athanase de Charette de La Contrie, Jean-Nicolas Stofflet et Gaspard de Bernard de Marigny l'un des principaux généraux vendéens.
En avril 1794, les quatre chefs combattant jusque-là séparément signent un traité d'assistance. Charette et Stofflet entrent cependant en conflit avec Marigny qui se sépare de l'armée. Un tribunal militaire condamne Marigny à mort par contumace, Sapinaud refuse de voter sa mort. Marigny est fusillé par les hommes de Stofflet le 10 juillet 1794.
À la fin de l'année 1794, les Vendéens et les Républicains engagent des négociations qui aboutissent au Traité de La Jaunaye que Sapinaud et Charette signent le 17 février 1795. La paix, précaire, est rompue dans les mois qui suivent et le 21 juillet Charette envoie un message au Roi d'Angleterre pour qu'il joigne ses armées à celles des chouans, signé conjointement avec Sapinaud et Jean-Baptiste Couétus. Sapinaud reprend les armes le 3 octobre 1795. Ses troupes sont fortement diminuées, de plus Stofflet est capturé et fusillé par les Républicains le 25 février 1796, exécution suivie de celle de Charette le 29 mars. Sapinaud n'étant plus à la tête que de quelques dizaines d'hommes, il signe finalement la paix à Nantes à la fin du mois de janvier 1796.
Le 15 novembre 1796, il se marie à Nantes avec Marie Louise Charette, âgée de 21 ans, fille de Louis Joseph Charette de Boisfoucaud et de Marie Angélique Josnet de La Doussetière,. 
La guerre reprend le 15 octobre 1799 et Sapinaud reprend le commandement de son armée, le 9 novembre. Le Coup d'État du 18 brumaire qui renverse le Directoire déconcerte les Vendéens et les Chouans qui entament des négociations en décembre. Les conditions de paix proposées par Napoléon Bonaparte divisent les généraux chouans et vendéens. Sapinaud se montre partisan de l'apaisement. Il signe la paix de Montfaucon le 18 janvier 1800.
En 1814, Napoléon est vaincu et la royauté est restaurée. Sapinaud est élevé au grade de lieutenant-général. 
Il reprend les armes lors des Cent-Jours, lors de la Guerre de Vendée et Chouannerie de 1815. À la suite de la mort de Louis du Vergier de La Rochejaquelein, Sapinaud lui succède le 10 juin 1815 à la tête de l'armée catholique et royale de Vendée. Il démissionne au bout de quelques jours et désigne pour lui succéder Charles d'Autichamp. À la suite de la défaite des Vendéens à la Bataille de Rocheservière, Sapinaud se montre de nouveau partisan de la paix : il signe, le 26 juin 1815, l'armistice avec le général Lamarque.
La seconde Restauration le fait commandeur (1816) puis grand-croix (1823) de l'ordre de Saint-Louis ("cordon rouge" ^), chevalier de la Légion d'honneur, et inspecteur des gardes nationaux de la Vendée. Il fut décoré de l'Ordre de Charles III par Ferdinand VII d'Espagne.
Après avoir été mis à la retraite comme lieutenant-général, le 1er juillet 1820, et nommé conseiller général de son département (il est président du conseil général de la Vendée de 1822 à 1828), il est élu député du grand collège de la Vendée, le 20 novembre 1822, et réélu, le 6 mars 1824. Plus brave qu'éloquent, M. de Sapinaud siège silencieusement dans la majorité ministérielle. En effet, il aimait à dire :" Ma contribution est modique mais mon soutien est sincère."
Élevé à la dignité de pair de France le 5 novembre 1827, il continue de se montrer dévoué aux Bourbons et meurt (10 août 1829) moins d'un an avant la Révolution de Juillet 1830 au château du Sourdy, à La Gaubretière.

## Titres et distinctions
- Baron-Pair de France (5 novembre 1827) ;
- Commandeur puis Grand-croix de l'ordre de Saint-Louis ;
- Chevalier de la Légion d'honneur ;
- Chevalier de l'ordre de Charles III (Espagne)

### Armes
| Armes de la famille Sapinaud | D'argent à trois merlettes de sable. |

### Sources et bibliographie
- Lionel Dumarcet, François Athanase Charette de La Contrie : Une histoire véritable, Les 3 Orangers, 1998, 536 p. (ISBN 978-2-912883-00-1).
- Émile Gabory, Les Guerres de Vendée, Robert Laffont, édition de 2009, p. 1443. ;
- « Sapinaud de La Rairie (Charles-Henri-Félicité de) », dans Adolphe Robert et Gaston Cougny, Dictionnaire des parlementaires français, Edgar Bourloton, 1889-1891 [détail de l’édition] [texte sur Sycomore]
- Paris pendant l'année 1795, dont le volume III, N° 17, p. 60-63, éditée le 26 septembre 1795 à Londres, par Jean-Gabriel Peltier.